# Barrage Inga III
Pour les articles homonymes, voir Inga.
Le barrage Inga III est un projet de barrage hydroélectrique sur le fleuve Congo en république démocratique du Congo. Il est établi sur le site des chutes d'Inga dans la province du Bas-Congo, à une trentaine de kilomètres au nord de la ville de Matadi. Deux barrages, Inga I et Inga II existent déjà sur le site. Il existe également un projet pour un quatrième barrage, dénommé projet Grand Inga.
Le barrage serait construit en rive droite du fleuve, profitant du Nkokolo, une vallée sèche ancien lit du fleuve, dont les berges atteignaient 150 mètres de haut au niveau des chutes d'Inga, parallèles au site, et qui a déjà été utilisé pour alimenter en eau Inga I et Inga II.

## Contexte
Un barrage, le barrage de Shongo, a permis de mettre sous eau le Nkokolo. L'eau est captée à 10 kilomètres en amont du site du barrage Inga II, à une altitude de 125 mètres, pour atteindre 115 mètres au niveau du bief alimentant les barrages Inga I et Inga II. Un canal d'une longueur de quelques centaines de mètres, situé à l'ouest du barrage Inga I (45 mètres de dénivelé, 115-70 mètres), alimente le barrage Inga II (50 mètres de dénivelé, 115-65 mètres).
Un canal creusé en amont des deux autres barrages permettrait cependant d'établir un nouveau barrage en contrebas des deux autres, et d'ainsi bénéficier d'un dénivelé de (55 mètres 115-60 mètres). Le barrage ici construit permettrait la production d'environ 4 500 mégawatt, contre 351 MW et 1 400 MW respectivement pour Inga I et Inga II. 
Le barrage Grand Inga permettrait quant à lui la production de quelque 39 000 MW. La réhabilitation de deux barrages hydroélectriques existants et la construction de deux nouveaux pour une puissance électrique totale inégalée sont au cœur des projets industriels de l'Emphytéose Moanda et de Westcor.

## Histoire
BHP Billiton est intéressée par le projet. Malgré l'intérêt de ce barrage pour une augmentation de la capacité énergétique pour le Congo et l'Afrique australe en général, il peine toujours à obtenir des sources de financement.
Dès novembre 2016, plusieurs consortiums chinois et un consortium espagnol se sont positionnés pour vouloir construire le barrage sur une durée de 5 ans.
En octobre 2018, le gouvernement de la République démocratique du Congo annonce la signature de contrats avec un consortium sino-espagnol pour lancer des études de réalisation pour la construction du barrage de Inga III, ouvrage qui devrait avoir une capacité de 11 000 MW et un coût total de 14 milliards de dollars.